# 27 p.n.e.
| [ Edytuj tabelę ] |                                       |
| Król Armenii      | - 30 p.n.e. Artakses II 20 p.n.e.     |
| Król Bosporu      | - 47 p.n.e. Asander 17 p.n.e.         |
| Cesarz Chin       | - 33 p.n.e. Han Chengdi 7 p.n.e.      |
| Król Judei        | - 37 p.n.e. Herod Wielki 4 p.n.e.     |
| Król Kapadocji    | - 36 p.n.e. Archelaos 17              |
| Król Kommageny    | - 36 p.n.e. Mitrydates II 20 p.n.e.   |
| Władca Korei      | - 37 p.n.e. Tongmyŏng 19 p.n.e.       |
| Król Nabatei      | - 30 p.n.e. Obodas III 9 p.n.e.       |
| Król Numidii      | - 30 p.n.e. Juba II 25 p.n.e.         |
| Król Paflagonii   | - 36 p.n.e. Dejotar Filadelf 6 p.n.e. |
| Król Partów       | - 37 p.n.e. Fraates IV 3 p.n.e.       |
| Cesarz Rzymu      | - 27 p.n.e. Oktawian August 14        |
| Król Tracji       | - 31 p.n.e. Kotys VII 18 p.n.e.       |

Rok 27 p.n.e.
stulecia: II wiek p.n.e. ~
I wiek p.n.e. ~
I wiek

lata: 37 p.n.e. «
31 p.n.e. «
30 p.n.e. «
29 p.n.e. «
28 p.n.e. «
27 p.n.e. »
26 p.n.e. »
25 p.n.e. »
24 p.n.e. »
23 p.n.e. »
17 p.n.e.

## Wydarzenia
- 16 stycznia – Senat rzymski nadał cesarzowi Oktawianowi tytuł Augusta.

- Oktawian August przeprowadził reformę zarządzania prowincjami (cesarskie i senatorskie).
- Stworzenie prowincji Achaja.
- Agryppa zbudował pierwszy Panteon.
- Witruwiusz napisał traktat De architectura (O architekturze).

## Urodzili się
- Ai Di - cesarz chiński z dynastii Han (zm. 1 p.n.e.)

## Zmarli
- Marek Terencjusz Warron, rzymski uczony i pisarz